# Orthocosa
Orthocosa là một chi nhện trong họ Lycosidae.